# White Front
White Front was een keten van discountwarenhuizen in Californië en het westen van de Verenigde Staten van 1959 tot halverwege de jaren 1970. De winkels stonden bekend om de architectuur van hun winkelpuien: een enorme, brede boog met de winkelnaam in losse letters bovenop. White Front was jarenlang de grootste discountwinkel in de Verenigde Staten.

## Geschiedenis
Volgens een stedelijke legende zou de naam White Front zijn verwijst naar de praktijk om apparaten (zogenaamd witgoed) zoals wasmachines, drogers en fornuizen voor de winkel op een rijtje te zetten, waardoor deze een "wit front" vormden. Een ander kenmerk van elke winkel was dat ze elk een aparte sleutelkast hadden op de parkeerplaats. 
In 1929 werd het bedrijf opgericht en opende het zijn eerste winkel op South Central Avenue 7651 in Florence, South Los Angeles. In 1950 breidde het deze winkel uit. In een advertentie uit 1950 legde het bedrijf op ironische wijze uit dat zijn enige winkel zich in een ‘lage huurwijk’ bevond. 

### Oorsprong en initiële groei
White Front vindt zijn oorsprong in de opening van een kleine zelfbedieningssupermarkt in Los Angeles op South Central Avenue 7710, vlak bij 77th Street, door de 23-jarige Harry Blackman, slechts enkele weken voor de beurskrach van 1929. Blackman werkte al een aantal jaar in de supermarktsector en bekleedde verschillende functies, tot filiaalmanager, voordat hij besloot dat hij zijn eigen bedrijf wilde beginnen. Hij opende de White Front Market, vernoemd naar de kleur van de winkelpui op Central Avenue, met een startkapitaal van $ 200 aan contant geld en $ 10.000 tegoed bij groothandelaren. Hij probeerde de artikelen te verkopen die zijn klanten wilden hebben en probeerde zijn klanten te helpen door ze toe te staan hun boodschappen op krediet te betalen totdat ze hun noodhulpcheques ontvingen. 
In eerste instantie werden in het winkeltje geen non-foodartikelen verkocht. Zijn eerste uitstapje vond puur toevallig plaats. Op een dag kwam er een radioverkoper die hij kende de winkel binnen en vroeg Blackman of hij hem kon helpen met de verkoop van kleine draagbare radio's in zijn winkel. Deze radio's kostten $ 9,95. Blackman liet de radio's bij de kassa tentoonstellen. De radio's werden helemaal niet verkocht voor de vraagprijs, totdat een vrouw aanbood er een te kopen op krediet door $ 0,50 aan te betalen en vervolgens $ 0,50 per week totdat de radio was afbetaald. Blackman kon de rest van de radio's onder dezelfde voorwaarden aan diverse andere klanten verkopen. Later bood een andere klant aan om dezelfde radio te kopen voor $ 8 contant. Blackman kwam erachter dat hij onder de nieuwe contante voorwaarden nog meer radio's sneller kon verkopen en toch nog een kleine winst per radio kon maken. Later breidde hij zijn activiteiten uit en begon hij in zijn supermarkt ook andere kleine huishoudelijke apparaten te verkopen, zoals broodroosters en stoomstrijkijzers. Deze nevenactiviteit bleef bestaan tot de aanval op Pearl Harbor in 1941. Toen werd de productie van consumptiegoederen stopgezet en schakelden de fabrieken van het land over op de productie van oorlogsgoederen ter bevoorrading van de strijdkrachten. Blackman zelf werd in 1943 opgeroepen voor het leger. Blackmans vrouw Lillian bleef de kruidenierswinkel runnen tot zijn terugkeer na de oorlog. 
Nadat Blackman terugkwam uit het leger, opende Blackman een grote winkel voor huishoudelijke apparaten aan de overkant van de straat van de supermarkt op South Central Avenue 7657, onder de naam White Front Household Appliance. In zijn nieuwe winkel verkocht hij grote apparaten zoals koelkasten, wasmachines en televisies, maar ook kleine apparaten zoals mixers, broodroosters en radio's. Geleidelijk breidde zijn winkel zich langzaam uit naar de rest van het blok, totdat deze de meeste aangrenzende winkelpuien op Central in beslag nam. Toen de winkel zich uitbreidde naar het einde van het blok, werd de naam van de winkel verkort tot White Front Appliance en werd het officiële adres gewijzigd in South Central Avenue 7651. In 1954 veranderde het bedrijf zijn naam in White Front Stores en begon het naast apparaten ook andere artikelen te verkopen, zoals meubels, sieraden, tapijten, bagage, camera's en zilverwerk. 
White Front opende haar tweede winkel in oktober 1957 op  Sherman Way 16040 in Van Nuys. De nieuwe winkel, met een oppervlakte van 4650 m², was groter dan de oorspronkelijke winkel op Central Avenue. Bekende personen die de feestelijke opening bijwoonden waren onder meer Bozo de Clown en Engineer Bill. In die tijd werd het bedrijf bestuurd door Harry Blackman als voorzitter, Sam Nassi als vice-voorzitter en Harry's vrouw Lillian als secretaris-penningmeester. Ironisch genoeg zou Nassi jaren later terugkeren om White Front te helpen bij het liquideren van de winkelvoorraad in 1973.
In april 1959 werd de keten met twee winkels overgenomen door Interstate Department Stores, Inc. voor $ 1.650.000 in contanten en aandelen. Interstate breidde de keten uit naar andere locaties in Californië en breidde het winkelaanbod uit naar meer dan alleen de oorspronkelijke huishoudelijke artikelen. Rond dezelfde tijd had Interstate ook een andere discountwarenhuisketen in het oostelijke deel van het land overgenomen, genaamd Topps Discount Stores, maar Interstate hield de twee ketens altijd gescheiden. 

### Snelle groei in Californië onder Interstate
Dankzij een flinke kapitaalinjectie van het nieuwe moederbedrijf Interstate kon White Front snel uitbreiden in het grootstedelijk gebied van Los Angeles en de rest van Californië. Het bedrijf stond bekend om zijn extravagante openingsceremonies, waarbij zowel overheidsfunctionarissen als Hollywoodsterren aanwezig waren.
In november 1960 opende White Front de derde winkel in hun keten op Harbor en Wilken Way in Anaheim. De vierde White Front-winkel werd in oktober 1961 geopend aan Olympic Boulevard in East Los Angeles door een bestaand gebouw om te bouwen dat voorheen werd gebruikt als algemene kantoren en ook als magazijn. In maart 1962 opende het bedrijf zijn vijfde winkel aan de Azuza Avenue in Covina. De zesde White Front-winkel werd in oktober 1962 geopend aan de Orange Show Road in San Bernardino. In november 1962 werd de zevende winkel geopend op Jefferson Boulevard en Hauser Boulevard in West-Los Angeles. 
De achtste White Front-winkel werd in maart 1963 geopend aan de Torrance Boulevard in Torrance. In mei 1963 werd de negende winkel geopend op Roscoe Boulevard in Canoga Park. De tiende White Front-winkel werd begin oktober 1963 geopend aan Hegenberger Road in Oakland. Dit was de eerste winkel die in Noord-Californië werd geopend. Eind oktober 1963 opende de keten haar elfde winkel aan Laurel Canyon Boulevard in Pacoima. De twaalde White Front-winkel werd in november 1963 geopend in Moorpark in San Jose. Dit was de tweede winkel die in Noord-Californië werd geopend.
De oorspronkelijke winkel aan Central Avenue werd tijdens de rellen in Watts in augustus 1965 'tot de grond toe afgebrand'. Hierdoor daalde het aantal winkels weer naar 16. De 17e White Front-winkel werd in september 1965 geopend op de hoek van Florin Road en Stockton Boulevard in South Sacramento. Dit was de zevende winkel die in Noord-Californië werd geopend en de tweede in Sacramento. In november 1965 werd de 18e winkel geopend aan El Camino Real in South San Francisco. Dit was de achtste winkel die in Noord-Californië werd geopend. Eind november werden in San Diego County twee winkels geopend, de 19e en 20e winkel in de keten, in La Mesa en in San Diego.
De 22e White Front-winkel werd in november 1966 geopend op Woodruff in Downey. In september 1966 werd de 21e winkel geopend aan de Bristol Street in Costa Mesa.
In december 1966 werd de 21e White Front-winkel in het land en de 25e winkel in Californië geopend aan de Ventu Park Road in Thousand Oaks.
De 22e White Front-winkel werd in november 1966 geopend op Woodruff in Downey.
In maart 1967 werd de 23e winkel geopend aan de Central Avenue in Los Angeles, op de plek van de oorspronkelijke winkel aan de Central Avenue die 19 maanden eerder door boze relschoppers met de grond gelijk was gemaakt. De eerste twee winkels die buiten Californië werden gebouwd, werden in oktober en november 1967 in de staat Washington geopend. 
In april 1968 maakte White Front bekend dat ze hun winkel in Van Nuys zouden sluiten en alleen de voorraad van die winkel zouden liquideren. Ten tijde van de aankondiging was de winkel in Van Nuys de oudste winkel op dat moment en de enige winkel op dat moment die voorafging aan de overname van het bedrijf door Interstate. Het gevolg van deze winkelsluiting was dat het officiële aantal winkels met één werd verminderd. De 27e White Front-winkel in het land, de 24e in Californië en de negende in Noord-Californië, werd in oktober 1968 geopend aan de Sixteenth Street, op de plek van het voormalige Seals Stadium in San Francisco. De laatste keer dat er melding werd gemaakt van de herbouwde winkel aan Central Avenue was in een advertentie in White Front van december 1968. In deze advertentie worden ook de locaties van 11 andere winkels in de omgeving van Los Angeles genoemd. Van de twaalf genoemde winkels bevonden er zich acht in Los Angeles County, twee in Orange County en twee in San Bernardino County. Er zijn geen verifieerbare gegevens over wanneer deze winkel officieel gesloten is.
In maart 1969 werd de 26e White Front-winkel geopend aan Mowry Avenue in Newark. Dit was de tiende winkel in Noord-Californië. De 27e winkel van de keten werd geopend in het Puget Sound-gebied in de staat Washington. In december 1969 werd de 28e White Front-winkel in het land en de 25e winkel in Californië geopend aan de Ventu Park Road in Thousand Oaks.
De 29e White Front-winkel in het land en de 26e winkel in Californië werd in maart 1970 geopend aan de Imperial Highway bij Normandie in het zuidwesten van Los Angeles County. Deze winkel is een van de eerste winkels met een 'nieuwe look' zonder de kenmerkende boogvormige entree. In april 1970 werd de 30e White Front-winkel en de 27e winkel in Californië geopend op de hoek van Pierce en Central Avenues in Richmond El Cerrito. Dit was de elfde winkel in Noord-Californië. In mei 1970 werd de 31e White Front-winkel in het land en de 28e winkel in Californië geopend aan de National Avenue in Chula Vista. Dit was de derde winkel in San Diego. Pantry Pride exploiteerde de discount-supermarkt in de winkel in Chula Vista en ook in de andere twee White Front-winkels in San Diego County. 
De White Front-winkel aan de California Avenue in Bakersfield, Californië, werd in 1973 gesloten en bleef drie jaar lang leegstaan voordat Mervyn's het lege gebouw kocht en verbouwde, vóór de opening van zijn 36e winkel in Bakersfield in maart 1977. Mervyn's opende twee weken later ook een nieuwe winkel op een andere leegstaande locatie in San Joaquin Valley in Fresno.
De eerste en enige winkel in Oregon werd in september 1970 geopend. In mei 1971 werd de 36e White Front-winkel in het land geopend op Magnolia in Riverside. De 37e White Front-winkel in het land werd in september 1971 geopend aan Cherry Avenue in Long Beach. 
Op het hoogtepunt van het bedrijf, medio 1972, had het bedrijf 37 White Front-winkels in drie staten. In een advertentie van White Front in de San Bernardino Sun uit juni 1972 werden de adressen van 15 winkels in Zuid-Californië vermeld, waarvan 9 in Los Angeles County, 2 in San Bernardino County, 2 winkels in Orange County, 1 in Riverside County en 1 in Ventura County. Opvallend is dat de winkel aan Central Avenue en de definitief gesloten winkel in Van Nuys ontbreken in deze lijst. Ook worden drie TV & Appliance Marts vermeld die zich in Temple City, Glendale en Whittier bevonden. In een advertentie van White Front uit oktober 1972 in de San Bernardino Sun werden de adressen van 16 winkels in Zuid-Californië vermeld, waarvan 7 in Los Angeles County, 3 in San Diego County, 2 in San Bernardino County, 2 in Orange County, 1 in Riverside County en 1 in Ventura County. Opvallende afwezigen op deze lijst van winkels zijn de winkel aan Central Avenue, de definitief gesloten winkel in Van Nuys, de winkel in Torrance en de ruim een jaar oude winkel in Long Beach.

### Expansie naarPuget Sound
White Front betrad de markt van Seattle/Tacoma op 19 oktober 1967 met een vestiging in Noord-Seattle, in een gebouw van 14.000 vierkante meter en een parkeerplaats met een capaciteit voor 1.000 voertuigen. Er werden vier extra winkels gebouwd op plekken met veel verkeer in Burien, Tacoma, Bellevue en Everett.
Twee weken na de opening van de vestiging in Noord-Seattle werd op 1 november 1967 de tweede White Front-winkel in de staat Washington geopend in Tacoma. 
Er zijn geen krantenartikelen te vinden waarin melding wordt gemaakt van de opening van de Burien-winkel. In november 1969 werd de vierde winkel in de staat Washington geopend op 148th Avenue in Bellevue.
De vijfde en laatste winkel in de staat Washington werd in mei 1971 geopend in het Everett Mall in Everett.
Alle vestigingen, behalve die in Everett, werden op 19 januari 1973 gesloten. De laatste advertentie voor White Front verscheen op 9 december 1972 in The Seattle Times. De winkels in Everett en Portland bleven open (de enige twee locaties die buiten Californië open bleven), terwijl de koopwaar van de overige winkels tot februari 1973 werd geliquideerd. Volgens een artikel in The Seattle Times van 14 december verklaarde het bedrijf dat ‘de vijf winkels nog geen winst begonnen te maken’. Hoewel het bedrijf niets over de sluitingen zei, kunnen lokale factoren, waaronder de 'Boeing-crisis', een rol hebben gespeeld bij de neergang van de keten in het gebied. Archieven over het bedrijf geven geen melding van een lokaal distributiecentrum in het noordwesten. 
In een artikel dat op 16 juni 1972 in The Seattle Times werd gepubliceerd, legde algemeen directeur Walter Craig uit dat de winkels in het noordwesten nog geen winst hadden gemaakt, maar dat hij de winkels wilde aanpassen aan de klantenkring door meer verlichting toe te voegen, de gangpaden te verbreden voor een betere doorstroming van het verkeer, de buitenkant van het gebouw opnieuw te schilderen en de parkeerterreinen opnieuw te markeren. Hiervoor besteedde hij $ 250.000. Het bedrijf implementeerde een 'Friedlee'-programma, compleet met een elfachtige mascotte, om de klantenservice te verbeteren. 
Drie van de vier gesloten winkels werden eind 1973 overgenomen door Weisfields en omgedoopt tot Valu-Mart/Leslie's- winkels. De supermarktafdelingen werden verhuurd aan Associated Grocers. In  februari 1973 werd de winkel in Tacoma overgenomen door Valu-Mart/Leslie's-winkel. De winkel in Burien werd het vlaggenschip van Valu-Mart/Leslie's. In februari 1973 werd de winkel overgenomen van White Front. De winkel in Noord-Seattle werd een Kmart. De winkel in Everett (volgens de huurgegevens van de Everett Mall bleef deze winkel open tot de volledige liquidatie van het bedrijf in 1974) werd in 1977 geïntegreerd in Everett Mall om een Bon Marché te worden en vervolgens Macy's. De winkel in Bellevue werd in november 1973 overgenomen door Valu-Mart/Leslie's en werd ook een Fred Meyer. De torenhoge winkelborden die voor de locaties werden gebruikt, zijn nog steeds zichtbaar op de locaties in Noord-Seattle en Tacoma.
Winkels die vóór 1970 zijn gebouwd, hadden een 'Discount Foods'-afdeling. Safeway Inc. nam in sommige markten de supermarktafdeling over, en ook de winkels met een nieuw ontwerp, zoals die in Everett en Bellevue die zonder de boog waren gebouwd, hadden geen supermarkt.

### Expansie naar Portland
In 1970 deed het bedrijf een poging om uit te breiden naar de markt van Oregon in de Mall 205 in Portland, Oregon. De winkel werd feestelijk geopend op 19 september 1970. Er werden plannen gemaakt om extra winkels te bouwen in Beaverton en Oak Grove, maar die zijn nooit gerealiseerd. De winkel in Portland ging failliet, vooral door de concurrentie van andere retailers.

### Ondergang en faillissement
White Front sloot begin november 1972 hun winkel in Thousand Oaks. Binnen twee weken sloot het bedrijf ook in stilte zijn winkel in Riverside, die amper 18 maanden open was geweest, en verplaatste de hele voorraad naar een nabijgelegen winkel in San Bernardino. 
Op 13 december 1972 kondigde Interstate-voorzitter Sol Canter de sluiting aan van 21 van de 37 White Front-winkels, die allemaal gevestigd waren in Noord-Californië, Oregon en Washington, om een verlies van 10 tot 11 miljoen dollar te voorkomen in de mislukte poging om de resterende winkels in Zuid-Californië te behouden.  
Na nog eens 17 maanden strijd om de kwakkelende keten te redden, werden de resterende 15 White Front-discountwinkels en de zes White Front-apparatenwinkels uiteindelijk gesloten nadat Interstate in mei 1974 een faillissementsaanvraag indiende. 
In hun strijd om hun verliezen goed te maken, opende de keten kleinere 'TV & Appliance Marts' met een kleiner assortiment en een kleinere voorraad. Er is niet veel bekend over deze kort bestaande winkels, behalve dat ze voor het eerst in advertenties verschenen in 1972 en dat er in 1974 maximaal zes waren, allemaal gevestigd in Los Angeles County.

### Nasleep
Veel van de voormalige White Front-locaties werden snel ingenomen door andere retailers, terwijl andere locaties jarenlang leeg bleven staan voordat ze uiteindelijk met bulldozers werden afgebroken en vervangen door nieuwere gebouwen. De zoektocht naar nieuwe potentiële huurders werd op sommige locaties belemmerd door de overvloed aan lege winkellocaties die ontstond door de recessie van 1969-1970. Andere grote retailers die in deze periode hun winkels sloten waren onder meer G.E.M.
J.C. Penney verwierf begin 1974 vier voormalige White Front-locaties (in Concord, Fremont, South San Francisco en Sunnyvale) plus twee voormalige G.E.M. Membership Department Stores in de San Francisco Bay Area om hun discountketen The Treasury aan de westkust te introduceren.
In San Diego County nam Fedart de huurovereenkomst van een van de winkels over, terwijl Two Guys in november 1974 de huurovereenkomst voor de andere twee winkels overnam. In Los Angeles County verwierf Two Guys ook de locatie van de voormalige Pacoima-winkel rond dezelfde tijd als de twee locaties in San Diego. 
De twee leegstaande winkellocaties in Sacramento werden in het voorjaar van 1976 gerenoveerd en heropend als Gold Circle-winkels.
De White Front-winkel aan de California Avenue in Bakersfield, Californië, werd in 1973 gesloten en bleef drie jaar lang leegstaan voordat Mervyn's het lege gebouw kocht en verbouwde, vóór de opening van zijn 36e winkel in Bakersfield in maart 1977. Mervyn's opende twee weken later ook een nieuwe winkel op een andere leegstaande locatie in San Joaquin Valley in Fresno.
De Target-winkel in San Bernardino, Californië, had jarenlang een boog over de gevel, totdat deze onlangs werd gerenoveerd.
Een aantal zelfstandige lokale apotheken voeren nog steeds de naam White Front in Costa Mesa en elders. Ze hebben de naam overgenomen van hun voormalige vestigingen, maar zijn verder niet aan elkaar verwant. 